# Panchrysia semiargentea
Panchrysia semiargentea là một loài bướm đêm trong họ Noctuidae.